# Prusów
Prusów (1010 m) – szczyt w Grupie Lipowskiego Wierchu i Romanki w Beskidzie Żywiecko-Orawskim. Wznosi się w bocznym, północno-zachodnim grzbiecie Redykalnego Wierchu, który poprzez Prusów, Ostry (Borucz) i Palenicę ciągnie się do doliny Soły w Węgierskiej Górce. Nazwę Prusów dla tego szczytu podawał już Andrzej Komoniecki (1658–1728), autor „Chronografii albo Dziejopisu Żywieckiego”.
Prusów stanowi wyraźnie wydzielony masyw, ograniczany od północnego wschodu doliną potoku Żabniczanka, od południa doliną Milowskiego Potoku, a od zachodu doliną Soły. Na grzbiecie Prusowa graniczą z sobą trzy miejscowości: Milówka, Cisiec i Żabnica, wszystkie w województwie śląskim, w powiecie żywieckim.
Niezalesiony odcinek szczytowego spłaszczenia grzbietu Prusowa stanowi dobre miejsce widokowe. Panorama obejmuje wschodnie stoki Beskidu Śląskiego, znaczną część Kotliny Żywieckiej, zachodnią część Beskidu Małego oraz szereg szczytów Beskidu Żywieckiego.
Stosunkowo wyrównany i płaski grzbiet Prusowa ma długość około 1 km. Dawniej pola orne zajmowały cały ten grzbiet oraz znaczną część stoków Prusowa. Obecnie już od dawna nie są uprawiane. Pozostałością po nich są łąki, miedze, zagony i liczne kupy zbieranych z pól kamieni na granicach działek. Kamienie te zarośnięte są borówkami czarnymi, malinami i jeżynami, a szczeliny między kamieniami stanowią schronienie dla jaszczurek, węży, drobnych gryzoni, łasic. Na łąkach, które zarosły dawne pola, licznie rośnie kostrzewa czerwona i bliźniczka psia trawka. Znaczna część opuszczonych pól, podobnie jak w całym Beskidzie Żywieckim, została zalesiona, lub samoistnie zarasta lasem.
Przez szczyt biegnie szlak turystyczny, oraz ścieżka edukacyjna „Węgierska Górka – Romanka”. Na szczycie Prusowa jest jej 9 przystanek.

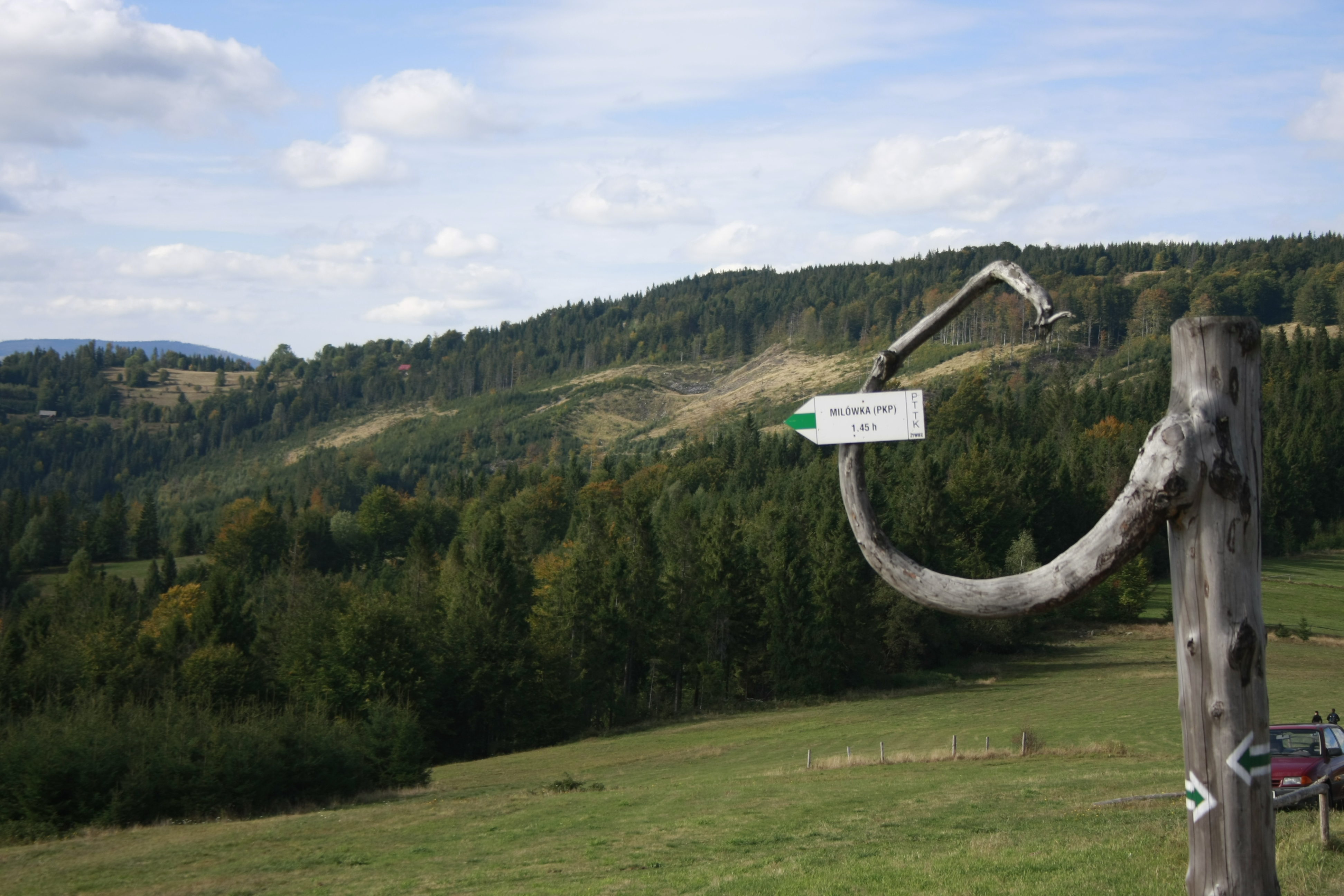
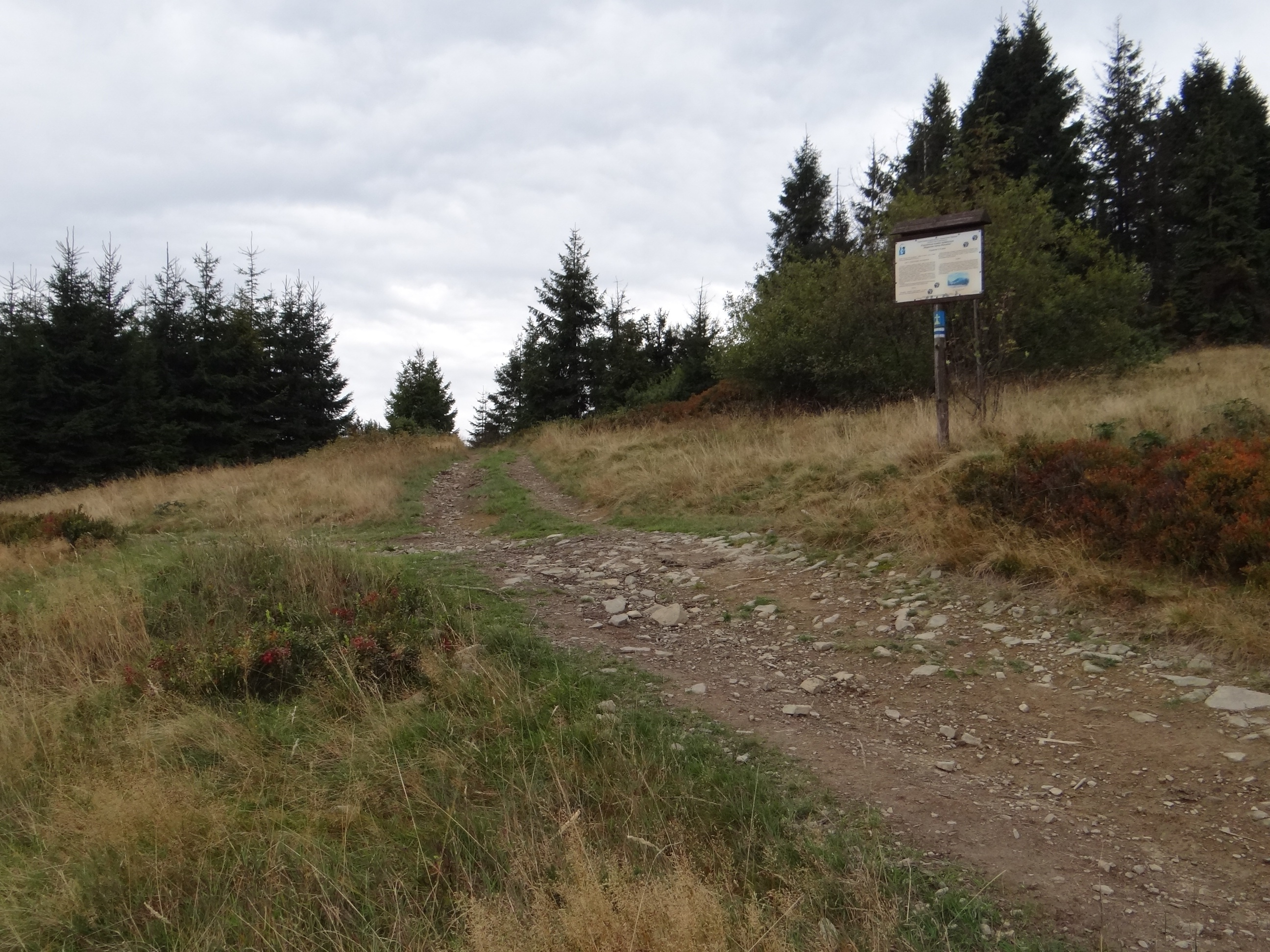
Na grzbiecie Prusowa
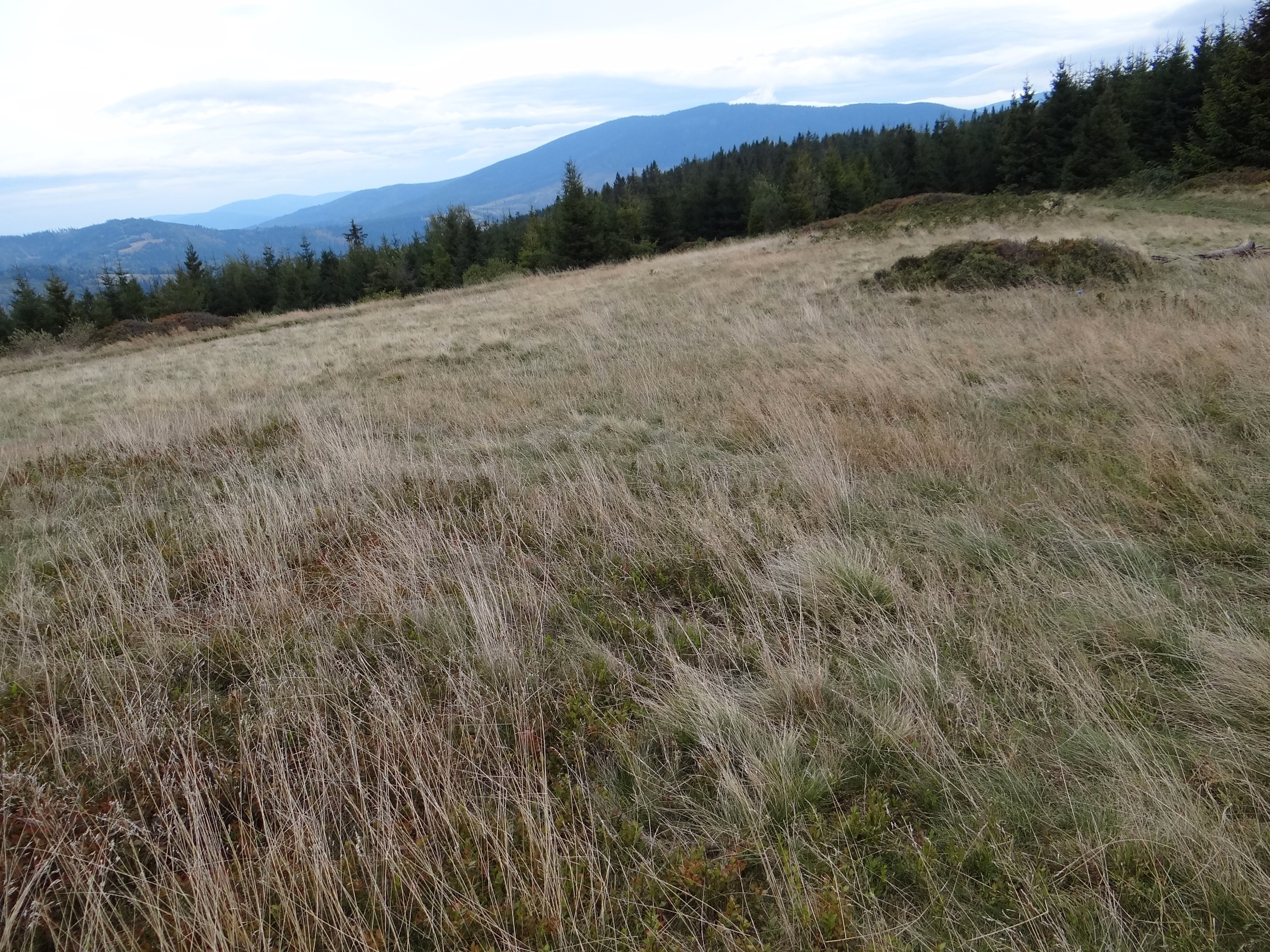
Dawne pola
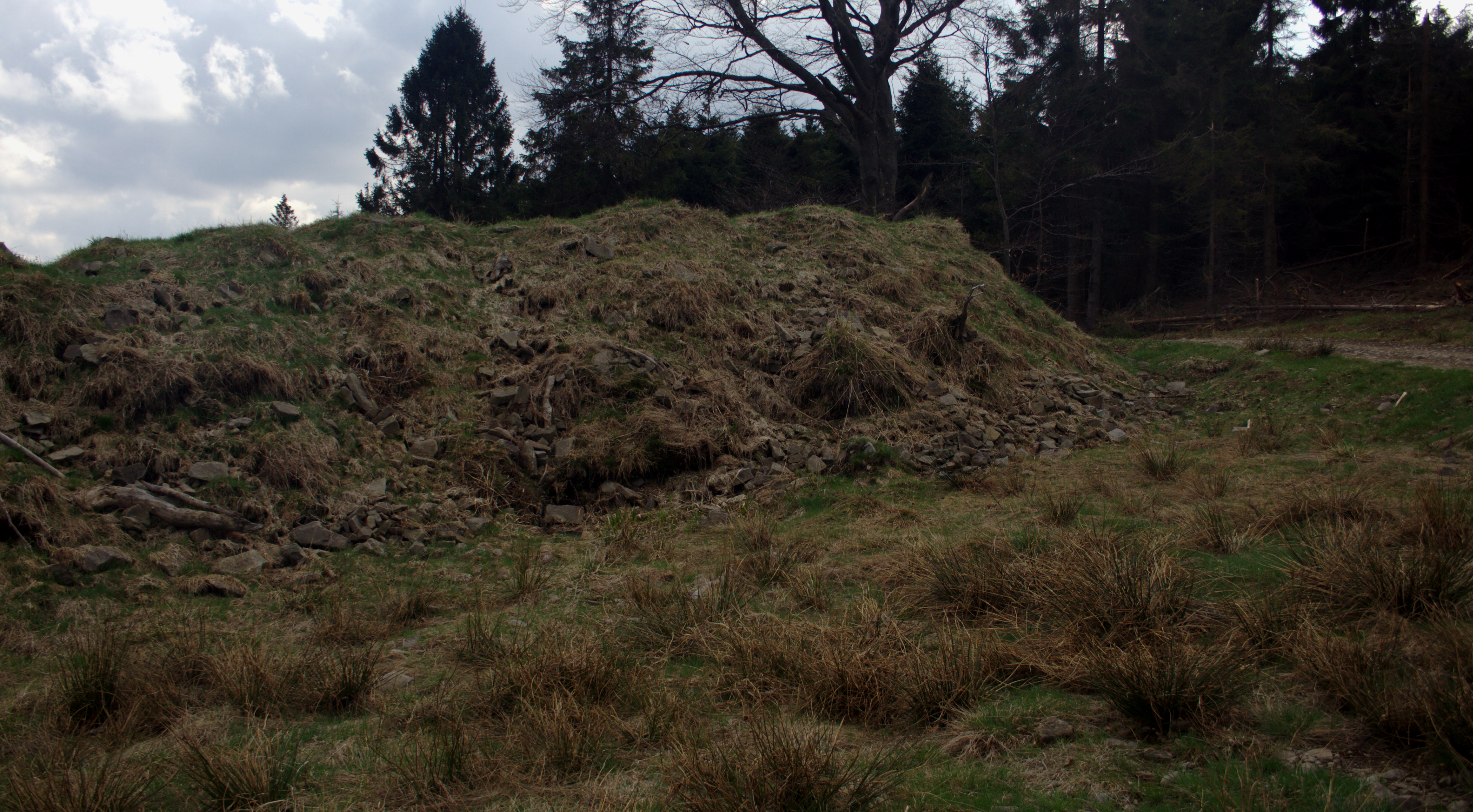
Stos kamieni zbieranych z pól
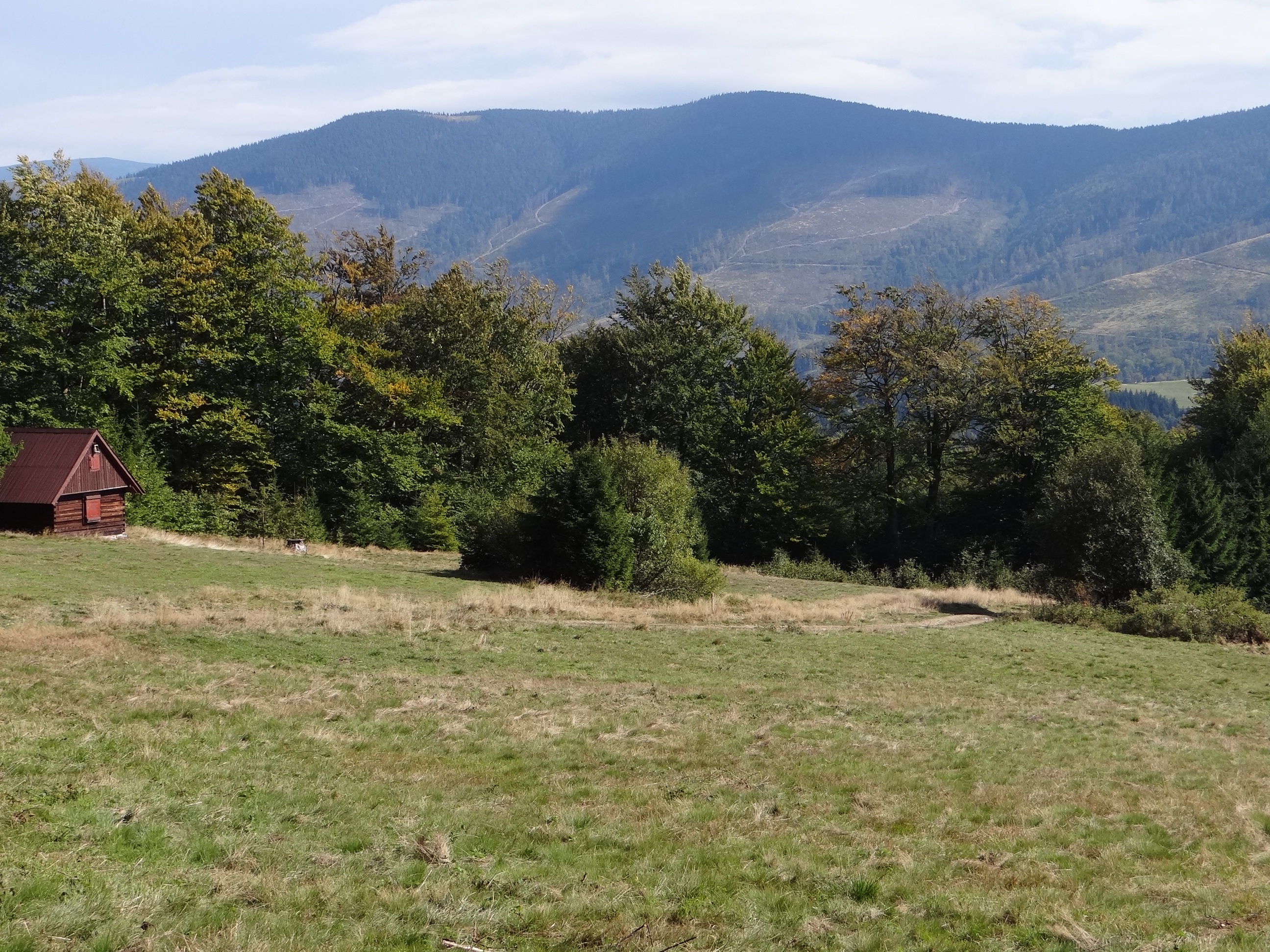
Dawne pola i domek letniskowy

Szlak turystyczny
 Żabnica PKS – Prusów – schronisko PTTK na Hali Boraczej – Sucha Góra – Rajcza
 Węgierska Górka – Romanka